# ジャッキー・デュラン

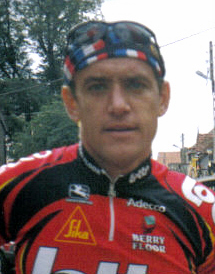
ジャッキー・デュラン

ジャッキー・デュラン（Jacky Durand、1967年2月10日 - ）は、フランス・ラヴァル出身の自転車プロロードレース選手。1990年プロデビュー。2004年引退。 どのレースでも序盤から飛び出し逃げ続けるという無謀さと紙一重の豪快なレーススタイルで、プロ通算28勝を挙げた。ツール・ド・フランスでは敢闘賞の常連として度々表彰台に上がっている。勝ちに結びつかなくても集団に抗って、全力で逃げ続けるその姿勢が、多くのファンの心を捉えたルーラー（スピードマン）。

## 経歴
1990年にカストラマでプロデビューし、翌1991年のグランプリ・ジスベルグでメジャーレース初勝利。
そして1992年のロンド・ファン・フラーンデレンでは序盤から集団を飛び出し、何と217kmを逃げ切って単独ゴールを決めるという誰も想像しえなかった快挙を成し遂げ、世界中をあっと言わせた。この大金星によって、彼の名前は一躍有名になり、序盤からの果敢なアタックが、以後のトレードマークとなった。
1993年にはフランス選手権で優勝。1994年にもフランス選手権を連覇し、ナショナルチャンピオンジャージを着て挑んだツール・ド・フランスにおいてもステージ優勝を挙げるという勝負強さを発揮。翌1995年のツール・ド・フランスではプロローグの個人タイムトライアルを制した。
1990年代後半からは、スプリンターを抱えるチームがレースをコントロールすることが多くなり、ツール・ド・フランスでのアタックもゴール前で飲み込まれることが多かったが、最もレースを盛り上げた選手に与えられる敢闘賞はデュランの独擅場となり、彼自身もこれを狙ってアタックをかけ続けた。
そして1998年にはツール・ド・フランス第8ステージで優勝。さらに秋のクラシックレース、パリ～ツールでまたも独走での勝利を決めて1992年のクラシックでの勝利が単なるフロックではないことを証明した。
以後も数々のレースで活躍し、2004年のシーズン終了後に現役を引退している。

## レーススタイル
いわゆるルーラー（スピードマン）に分類されるが、レース開始直後に集団から飛び出してしまうという点でやや特異である。
彼のレーススタイルは何も考えず、がむしゃらに走っているようにも見えるが、レースの中盤から後半にかけては、有力なスプリンターやオールラウンダーをエースに抱えたチームが「トレイン」を組むなどして集団を徹底的にコントロールするため、普通の選手は、アタックをかけての逃げ切り勝利はおろか抜け出すこともままならない。
その点、序盤から独走、ないし少人数でアタックをかければ、先頭を走る選手として長時間テレビに写りやすくなって、メディアへの露出が増えるためにチームスポンサーから喜ばれるうえ、レースを盛り上げたと評価される。加えて、もしも集団が何らかの理由（落車などのトラブル、各賞争いに関係ない逃げと判断するなど）で追撃の手を緩めれば、最後まで逃げ切れる可能性が出てくる。
そのため強力な勝ちパターンを持たない選手が自分の存在をアピールするためのスタイルとしては、一見無謀なようで、実は非常に理に適っているといえる。
しかし、集団内で走るのに比べて、先頭で逃げ続けるのは強烈な空気抵抗に逆らいながら長距離を走ることになり、しかもほとんどの場合は集団にゴール手前で吸収されるため、肉体的にも精神的にも消耗が激しい。そのため、たまにならばともかく、毎回のようにアタックできるものではない。
その点で、常に集団から飛び出して勝利を狙い続けたデュランは、やはり非凡な選手であると言える。

## ドーピング
2013年7月24日、フランス上院のドーピング調査委員会は、1998年のツール・ド・フランスで採取した血液サンプルの調査結果を公表。総合優勝のマルコ・パンターニやポイント賞のエリック・ツァベルらと共にエリスロポエチン（EPO）を使用していたことが明らかになった。

## エピソード
- アマチュア時代には、フランス選手権のチームタイムトライアルで優勝経験がある。この時のチームメイトにはフェスティナで活躍したパスカル・リノがいた。
- ツール・ド・フランスでは果敢な走りで敢闘賞の常連だった一方、1999年には完走者の中で最下位となり、「ランタンルージュ」となってしまったこともある。本人は最終日のスタートラインにランタンを模ったオブジェを持って登場し周囲を沸かせた。
- パリ～ツールでは、2001年にはリシャール・ヴィランクと、2002年はヤコブ・ピールと序盤からの大逃げを決め、1998年の優勝の再現を期待させたが、どちらの年も終盤に相手のアタックに反応できず、惜しくも勝利を逃している。

## 所属チーム
- 1990～1995年 カストラマ
- 1996年 アグリジェル (Agrigel-La Creuse-Fenioux)
- 1997～1998年 カジノ
- 1999～2000年 ロット
- 2001～2003年 ラ・フランセーズ・デ・ジュ (La Française des Jeux)
- 2004年 ランドバウクレジット (Landbouwkrediet-Colnago)

## 主な成績

### グランツール
- ツール・ド・フランス敢闘賞（1998年、1999年）
- 1994年 ツール・ド・フランス1勝
- 1995年 ツール・ド・フランス1勝
- 1998年 ツール・ド・フランス1勝

### ステージレース
- 1995年 グランプリ・ミディ・リブル1勝
- 1999年 パリ～ニース1勝
- 2002年 ドフィーネ・リベレ1勝

### ワンデイレース
- フランス選手権優勝（1993年、1994年）

- 1991年 グランプリ・ジスベルグ優勝
- 1992年 ロンド・ファン・フラーンデレン優勝
- 1998年 パリ～ツール優勝